# Avignon
Avignon är en stad och kommun i departementet Vaucluse i regionen Provence-Alpes-Côte d'Azur i sydöstra Frankrike. Tidigare låg den i den historiska provinsen Provence.
Redan under romartiden fanns här en betydande ort. Staden är mest känd för att ha varit påveresidens 1309–1377 under avignonpåvedömet. Under 1400-talet minskade stadens betydelse. Staden med omnejd var en exklav till Kyrkostaten fram till 1791 då den införlivades av franska staten.
Staden är rik på medeltida bebyggelse, den romanska katedralen, påvepalatset, ringmuren med sina 39 torn hör till de främsta. Konstnären Simone Martini utförde några av sina främsta verk här i staden och dog även här. 1995 blev Avignons historiska stadskärna uppsatt på Unescos världsarvslista.

## Befolkningsutveckling
Antalet invånare i kommunen Avignon
| Referens: INSEE |